# Linda Fagerström (fotbollsspelare)
Anna Linda Christine Fagerström, född 17 mars 1977 i Upplands Väsby, är en svensk fotbollsspelare och mittfältare i Djurgårdens IF Dam.

## Klubbar
- Djurgårdens IF
- Hammarby IF DFF
- Bälinge IF
- Älvsjö AIK
- Bollstanäs SK (moderklubb)

## Meriter
- 97 damlandskamper
- VM 1999
- OS 2000
- EM-silver 2001
- VM-silver 2003
- OS 2004
- Två SM-guld med Djurgården 2003 & 2004